# 云南紫菀
云南紫菀（学名：Aster yunnanensis）是菊科紫菀属的植物，为中国的特有植物。分布在中国大陆的青海、西藏、四川、甘肃、云南等地，生长于海拔2,500米至4,500米的地区，见于高山以及亚高山草地。
种加词 yunnanensis 意为“云南的”。

## 异名
- 云南紫菀夏河变种（学名：Aster yunnanensis var. labrangensis）为菊科紫菀屬下的一个变种。
- 云南紫菀狭苞变种（学名：Aster yunnanensis var. angnstior）为菊科紫菀屬下的一个变种。